# ZenMarket
ZenMarket es una empresa japonesa de comercio electrónico fundada en 2014 con sede y almacenes en Osaka, Japón. Ofrece una agencia de compras de productos Japonesa en el extranjero (también llamado proxy, servicio de proxy o intermediario de compras), ZenMarket, que permite a los usuarios de diferentes países realizar ofertas en sitios de comercio electrónico japoneses.
También permite comprar en otras plataformas de compra japonesas como Mercari, Rakuten, Rakuma, o Yahoo! Shopping y realizar pujas en plataformas de subastas en línea como Yahoo! Auctions, el sitio de subastas líder en Japón. La tarifa de servicio fija es de 500 yenes por artículo.
ZenMarket también ofrece un servicio de suscripción mensual de cajas de productos japoneses, ZenPop, ZenPlus, un servicio de marketing en el extranjero para empresas japonesas, y ZenPromo, un servicio que ayuda a las empresas japonesas a comercializarse en el extranjero.

## Historia
ZenMarket fue fundado en abril de 2014 como ZenMarket GK por tres estudiantes Ucranianos y uno Ruso, y cambió su nombre a ZenMarket en octubre de 2017.  En 2016, ZenMarket publicó Zenplus, una plataforma de e-commerce donde las empresas y tiendas Japonesas pueden vender al extranjero.
Zenplus realizó tres compras de una carta coleccionable de ilustrador Pokémon Pikachu. La carta se vendió por 25 millones de yenes en junio de 2020 y 22 millones de yenes en agosto de 2020, y por 38 millones de yenes en febrero de 2021.
En 2017, las ventas alcanzaron los 2.200 millones de yenes y alcanzó los 3.100 millones de yenes en 2018. En 2019, el número de usuarios registrados alcanzó los 547,835.
En marzo de 2021, ZenMarket ocupó el puesto 208 en el ranking FT: Empresas de Alto Crecimiento de Asia y el Pacífico 2021. En abril de 2021, el número de usuarios superó el millón y el récord de envíos llegó a 150 países. En febrero de 2023, la empresa cuenta con más de 1,7 millones de usuarios registrados en la plataforma.